# عبدالله دوغان
عبدالله دوغان (انگلیسی: Abdullah Doğan؛ زادهٔ ۱۰ فوریهٔ ۱۹۹۷) بازیکن فوتبال اهل آلمان است.
از باشگاه‌هایی که در آن بازی کرده‌است می‌توان به باشگاه ورزشی وردر برمن اشاره کرد.
وی همچنین در تیم‌های ملی فوتبال Turkey national under-17 football team و جوانان ترکیه بازی کرده‌است.